# 前门西大街
39°53′56″N 116°23′02″E / 39.89886°N 116.38396°E
前门西大街是位于中国北京市西城区中部的一条大街。前门西大街西起南新华街北口的和平门，东到前门大街北端的前门（正阳门）。

## 历史
京师华商电灯股份有限公司是中国最早的民族电业企业，清朝光绪三十年（1904年）获商部批准呈文，光绪三十一年（1905年）正式成立。总办为史履晋、蒋式惺、冯恕。光绪三十二年（1906年），京师华商电灯股份有限公司在前门西顺城街26号（今前门西大街41号的北京市电力公司址）兴建电厂，当年十月初十正式发电，发电量7000千瓦。
1960年代初期，拆除北京内城南城墙，将护城河改为盖板河，兴建北京地铁，建起了前三门楼群。此时形成的交通干道，因位于前门西侧，故称“前门西大街”，从宣武门直到前门。但因该大街太长，不方便民众查找，故1981年将该街分为两部分，其中和平门以东部分仍称“前门西大街”，和平门以西部分改称“宣武门东大街”。
2010年，全国人大机关办公楼在前门西大街东段北侧建成，门牌号为前门西大街1号。全国人大机关办公楼是全国人民代表大会及其常务委员会机关的办公场所。前门西大街由此成为中华人民共和国最高国家权力机关的所在地。

## 图集

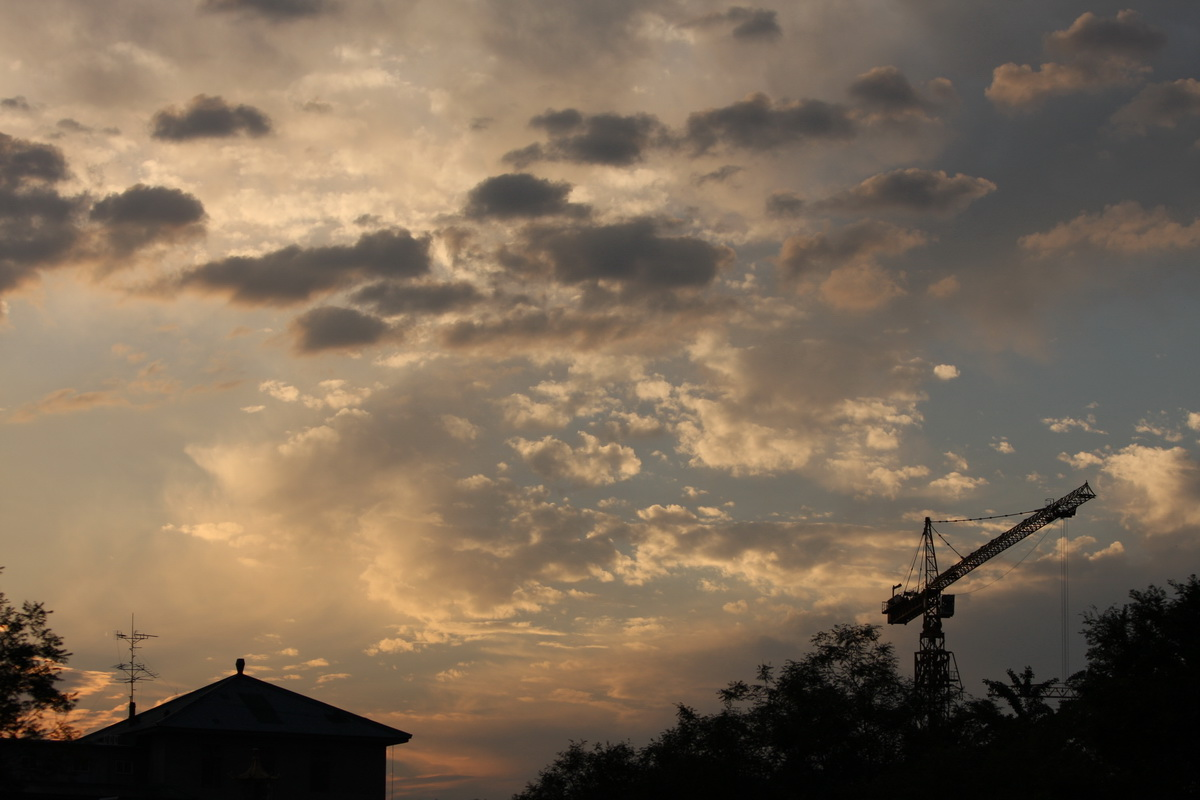
站在前门西大街看晚霞
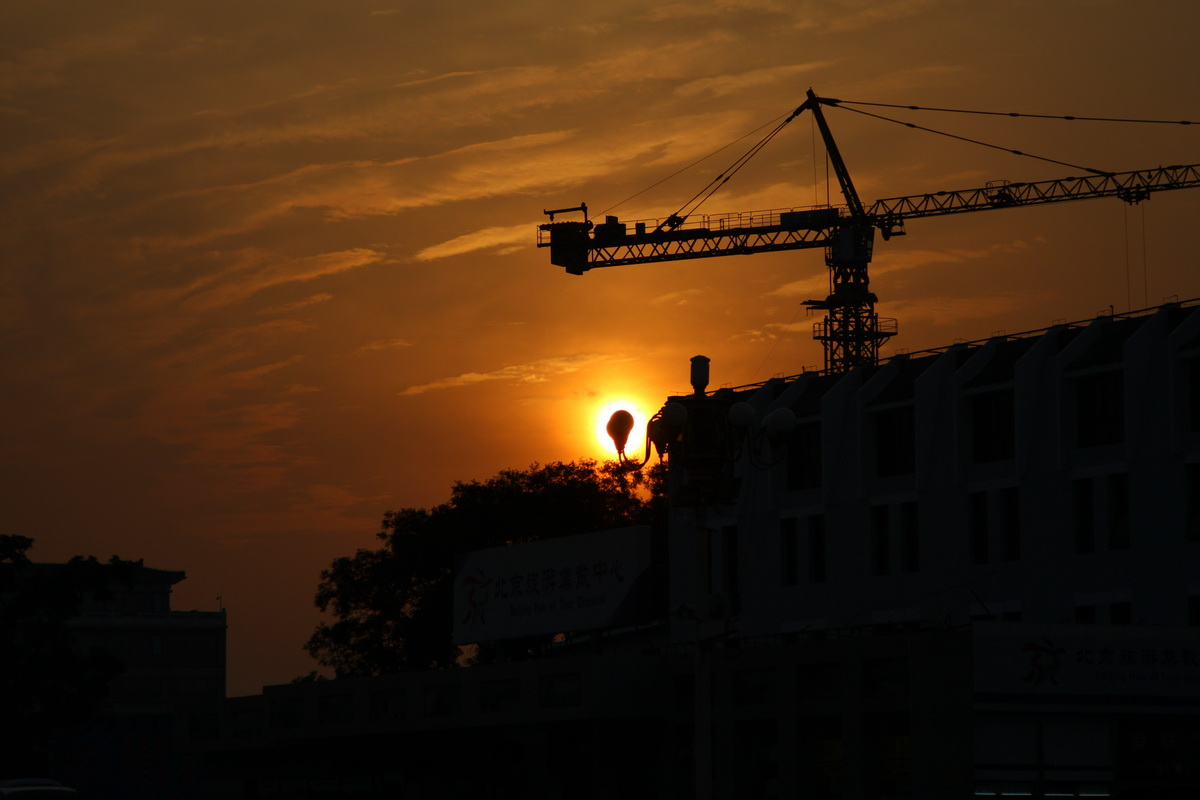
站在前门西大街看晚霞。右侧是建设中的全国人大机关办公楼